# دهستان متشو
دهستان متشو (به لاتین: Metsho Gewog) یک دهستان در کشور بوتان است که در ناحیهٔ لهونتسه واقع شده‌است.